# Фьерро, Гонсало
Гонсало Антонио Фьерро Каниульян (исп. Gonzalo Antonio Fierro Caniullán; 21 марта 1983, Сантьяго) — чилийский футболист, игравший на позиции нападающего. Выступал в сборной Чили.

## Биография
Гонсало начал выступать за основную команду «Коло-Коло» в 2002 году, а в 2005 с 13 мячами стал лучшим бомбардиром Клаусуры. 16 августа 2006 Фиерро дебютировал за национальную сборную в матче с Колумбией. Он также играл на Кубке Америки 2007. С 2008а по 2011 год выступал в бразильском «Фламенго», где выиграл чемпионат Бразилии в 2009 году. В 2012 году вернулся в «Коло-Коло». К 2016 году стал капитаном клуба, но в 2017 году получил травму, из-за чего долгое время не играл и потерял капитанскую повязку.

## Достижения
- Чемпион штата Рио-де-Жанейро (2): 2009, 2011
- Чемпион Бразилии (1): 2009
- Чемпион Чили (8): Кл. 2002, Ап. 2006, Кл. 2006, Ап. 2007, Кл. 2007, Кл. 2014, Ап. 2015, 2017
- Обладатель Кубка Чили (1): 2016
- Обладатель Суперкубка Чили (2): 2017, 2018